# Watongia
Watongia meieri
Genre
Genre
Watongia est un genre fossile de synapsides de la famille des varanopidés, ayant vécu au cours du Permien moyen. Ses restes fossiles ne sont connus qu'en Oklahoma où ils ont été découverts dans la formation géologique de Chickasha.
Une seule espèce est rattachée au genre, Watongia meieri, décrite par Everett Claire Olson (d) en 1974.

## Description
La comparaison de la taille des corps vertébraux de différents synapsides a permis d'évaluer la taille totale de Watongia à environ 2 mètres, ce qui le classe parmi les grands varanopidés.

## Classification
Watongia a été successivement classé dans la famille Gorgonopsidae par Olson en 1974, puis parmi les Eotitanosuchia par Robert Lynn Carroll (d) en 1988, avant d'être attribué en 2004 aux varanopidés par Robert Rafael Reisz (d) et Michel Laurin,.